# Else Klink
Else Klink (* 23. Oktober 1907 in Kabakada, Bismarck-Archipel; † 18. Oktober 1994 in Köngen) war von 1935 bis 1991 Leiterin des Eurythmeum Stuttgart, der ersten von Marie Steiner 1923 begründeten Ausbildungsstätte für Eurythmie. 1945 war sie Begründerin und bis 1991 Leiterin des Eurythmeum-Bühnenensembles. Aufgrund ihrer Arbeit gelang der Eurythmie der Schritt ins öffentliche Kulturleben.

## Leben
Als älteste Tochter des norddeutschen Kolonial-Dienststellenleiters Hans August Lorenz Klink, und Nawiamba Ambo, eine Ureinwohnerin Neuguineas, wuchs Else Klink bis zu ihrem sechsten Lebensjahr auf Kabakada, eine Neuguinea-Insel, auf, ihr Vater war während der Kolonialzeit dorthin ausgewandert. Damit Else Klink die deutsche höhere Töchterschule besuchen konnte, wurde sie im Juni 1913 bei einer befreundeten Familie in Freiburg im Breisgau untergebracht. Als 1917 die Pflegeeltern starben, wurde sie von Anna Wolffhügel (Eurythmielehrerin) aufgenommen. Nachdem Max Wolffhügel (Kunstmaler, und Waldorflehrer in Stuttgart von 1920 bis 1955) 1918 aus dem Krieg heimkehrte, und Zweigleiter wurde, lud er Rudolf Steiner mit Marie Steiner zu einem Vortrag am 19. August 1919 nach Freiburg in sein Haus ein. Rudolf Steiner empfahl für die Kinder Eurythmie-Unterricht bei Alice Fels, die in Freiburg Kurse gab.
Ab 1921 besuchte Else Klink die erste Waldorfschule auf der Uhlandshöhe in Stuttgart, wobei ihre Begabungen in der Eurythmie sofort auffielen. Ab 1924 wurde für sie der Eurythmie-Unterricht intensiviert, aber dafür von anderen Fächern befreit, täglich acht bis zehn Uhr Schule, ab zehn Uhr Eurythmieausbildung bei Alice Fels (die damalige Schulleiterin) im Eurythmeum neben der Schule. 1926 entschloss sie sich, die Schule zu verlassen, um das volle Eurythmiestudium im Eurythmeum zu beginnen.
Ab dem 23. Oktober 1929 ging sie nach Holland, um dort beim Aufbau der eurythmischen Arbeit mitzuwirken, bis sie 1934 erkrankte und gezwungen war diese Tätigkeit zu beenden. 1935 begann sie in Stuttgart das Eurythmiestudium erneut, das seit 1930 geruht hat. 1935 wurde die Leitung des Eurythmeum in Stuttgart von Marie Steiner an Else Klink übergeben.
1936 erfolgte in der Zeit des dritten Reiches eine Einschränkung der Eurythmie. Klink versuchte ihre Schule zu retten und fuhr nach Berlin, um mit der Reichstheaterkammer zu verhandeln. Sie brachte es dahin, dass diese unter der Abteilung „Tanz“ eine Unterabteilung „Eurythmie“ einrichtete und sie weiterhin ihre Kurse halten konnte. Aufführungen der Eurythmie blieben weiterhin untersagt und Diplome sollten von der Reichstheaterkammer bestätigt werden. Am 8. Juli 1941 beendeten die Studenten erfolgreich ihr Studium, doch als die Diplome am 2. August 1941 per Post zurück aus Berlin kamen, waren sie wertlos, denn in der Zwischenzeit kam es zu einem Verbot der Eurythmie und somit wurde auch die Schule verboten.
Etwas später musste sie drei Jahre lang zwangsweisen „Kriegseinsatz der Frauen“ in einer Fallschirmfabrik leisten. Nachdem am 12. September 1944 Stuttgart und auch das Eurythmeum-Gebäude durch einen Bombenangriff zerstört wurden, verließ sie die Stadt und fand Zuflucht im Dorf Gundelfingen auf der Schwäbischen Alb und konnte in einer leeren Scheune üben, studierte mit ihrer bewährten Pianistin, Gertrud Födisch und Otto Wiemer täglich Ton- und Lauteurythmie und erarbeitete sich ein großes Bühnenrepertoire. Nach Kriegsende, 1945, kehrte Klink nach Stuttgart zurück und gab ab dem 23. August 1945 im „Säulensaal“ der Waldorfschule Eurythmiestunden und dieses war der Anfang ihrer Karriere. Am 8. November 1945 fand ihre erste Aufführung in einer Fabrikhalle statt, danach erhielt sie Anfragen für eine Ausbildung.
Daraufhin baute sie 1946 in Köngen eine Bühne und die Ausbildung auf und erhielt Unterstützung durch Martha und Emil Kühn und 1948 folgte die Gründung des Vereins „Verein zur Förderung der Eurythmie e. V.“ zur Unterstützung der Eurythmieschule. Da das Eurythmeum in Stuttgart während des Weltkriegs zerstört worden war, führte Else Klink zusammen mit Otto Wiemer die Eurythmieausbildung in Köngen in Baracken, die Emil Kühn dafür erwerben konnte, weiter. Man nannte das Provisorium „Privates Eurythmisches Konservatorium Köngen am Neckar“. 1947 erteilte ihr Marie Steiner uneingeschränkte Vollmacht für alle zukünftigen eurythmischen Aktivitäten. Im selben Jahr folgten 17 Aufführungen in Württemberg und acht im Ruhrgebiet mit sehr vielseitigem Programm. Von 1950 an wuchs die Zahl der europaweit stattfindenden Aufführungen schnell, schon bald waren es über 50 im Jahr.
1959 übernahm Theodor Beltle mit seiner Frau die Verwaltung von Bühne und Ausbildung, sie begründeten den Verein „Eurythmeum e. V.“, erstellten 1964 das neue Gebäude mit Bühne neben dem Rudolf Steiner-Haus in Stuttgart und sicherten damit die Grundlagen für eine größere Bühnengruppe und den Einsatz von Orchestermusik. Die Errichtung des neuen Gebäudes hat sich immer mehr hinausgezögert, weil erstmal ein geeignetes Baugrundstück gefunden und Spenden gesammelt werden mussten. Else Klink unterrichtete täglich die werdenden Eurythmisten und beteiligte sich am Bühnengeschehen.
In der darauffolgenden Zeit ab 1961 folgten zahlreiche weitere Tourneen und Gastspiele, ab 1974 kam es zu großen Auslandstourneen. 
1964 wurde die Ausbildung auf vier Jahre verlängert.
Erst 1991 übergab sie die künstlerische und pädagogische Leitung des Eurythmeum einer Gruppe ihrer bewährten Bühnenkünstler und Dozenten. Sie lebte bis zu ihrem Tod 1994 in der Villa Kühn in Köngen, Kreis Esslingen.
Das Ensemble wurde ab 1992 zu Ehren seiner Gründerin Else-Klink-Ensemble genannt und ist heute die größte deutsche Eurythmiebühne.

## Ehrungen
- Bundesverdienstkreuz am Bande (20. Februar 1986)[6]